# Pseudomecia
Pseudomecia là một chi bướm đêm thuộc họ Noctuidae.